# Алмаз (село)
Алмаз — село в составе Октябрьского городского округа в Пермском крае.
В давние времена в селе находилась станции Алмазская Бирского тракта.

## Географическое положение
Село расположено в южной части округа примерно в 34 километрах на запад-юго-запад по прямой от поселка Октябрьский.

### Климат
Климат характеризуется как умеренно континентальный, с холодной продолжительной снежной зимой и коротким тёплым летом. Среднегодовая температура воздуха — +0,3 °C. Средняя температура воздуха самого холодного месяца (января) — −16,3 °C (абсолютный минимум — −49 °C); самого тёплого месяца (июля) — +16,5 °C (абсолютный максимум — +37 °C). Среднегодовое количество осадков составляет около 600 миллиметров, из которых большая часть выпадает в тёплый период. Снежный покров держится в течение 160—170 дней.

## История
Село известно с 1784 года как деревня, названо по речке. Селом стало с 1839 года после постройки Пророко-Ильинской деревянной церкви. В советское время здесь существовали колхозы «Колос социализма», «Россия». Село до 2020 года входило в состав Щучьеозерского сельского поселения Октябрьского района. После упразднения обоих муниципальных образований входит в состав Октябрьского городского округа.

## Население
| 2010 |
| ---- |
| 156  |

Постоянное население составляло 328 человек в 2002 году (84 % русские), 156 человек в 2010 году.